# People’s Liberation Army of Manipur

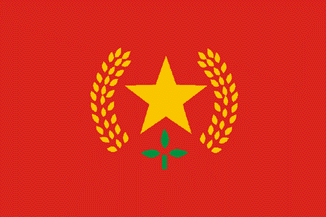
Flagge der PLA

Die People’s Liberation Army of Manipur, oft abgekürzt als People’s Liberation Army (PLA), wurde am 25. September 1978 von N. Bisheshwar Singh gegründet. Sie ist eine separatistische revolutionäre bewaffnete Gruppe, die für einen unabhängigen, sozialistischen Staat Manipur kämpft.
Seit ihrer Gründung führt die PLA einen Guerillakrieg gegen die indischen Streitkräfte.